# Хейден, Айзак
Айзак Скот Хе́йден (англ. Isaac Scot Hayden; род. 22 марта 1995, Челмсфорд) — ямайский и английский футболист, опорный полузащитник клуба «Ньюкасл Юнайтед» и сборной Ямайки, на правах аренды выступающий за «Портсмут». Воспитанник академии лондонского «Арсенала».

## Клубная карьера
Уроженец Челмсфорда, Хейден тренировался в футбольных академиях «Брентвуд Бойз» и «Саутенд Юнайтед». В 2008 году стал игроком академии лондонского «Арсенала». Был капитаном команды «канониров» до 18 лет.
В основном составе «Арсенала» дебютировал 25 сентября 2013 года, выйдя в основном составе «канониров» на позиции центрального полузащитника в матче третьего раунда Кубка Футбольной лиги против «Вест Бромвич Альбион». Основное время завершилось со счётом 1:1; «Арсенал» выиграл матч в серии послематчевых пенальти. 23 сентября 2014 года Айзак провёл свой второй матч за «Арсенал», выйдя на позиции центрального защитника в матче Кубка Футбольной лиги против «Саутгемптона», в котором «канониры» проиграли со счётом 1:2.
31 июля 2015 года Айзак отправился в аренду в «Халл Сити» до окончания сезона 2015/16. Его дебют за «тигров» состоялся 8 августа 2015 года в матче первого тура Чемпионшипа против «Хаддерсфилд Таун». 16 января 2016 года забил свой первый гол за «Халл Сити» в матче против «Чарльтон Атлетик». Всего в сезоне 2015/16 провёл за «тигров» 24 матча во всех турнирах.
11 июля 2016 года Хейден перешёл в «Ньюкасл Юнайтед», подписав с клубом пятилетний контракт. Дебютировал за «сорок» 5 августа 2016 года в матче Чемпионшипа против «Фулхэма». 17 августа забил свой первый мяч за «Ньюкасл» в матче Чемпионшипа против «Рединга». Всего в сезоне 2016/17 провёл в составе «Ньюкасла» 37 матчей и забил 2 мяча и помог своей команде выиграть Чемпионшип и выйти в Премьер-лигу.
В Премьер-лиге дебютировал в матче первого тура против «Тоттенхэм Хотспур» 13 августа 2017 года. 15 октября 2017 года забил свой первый гол в Премьер-лиге в матче против «Саутгемптона».

## Карьера в сборной
Хейден выступал за сборные Англии до 16, до 17, до 18, до 19, до 20 лет и до 21 года.

## Личная жизнь
Отец Айзака — англичанин, а мать родом с Ямайки.

## Достижения
Халл Сити
- Победитель плей-офф Чемпионшипа: 2015/16

Ньюкасл Юнайтед
- Победитель Чемпионшипа: 2016/17